# Ali Rehema
Ali Hussein Rehema al-Mutairi, född 8 augusti 1983 i Bagdad, är en irakisk fotbollsspelare som sedan 2008 spelar för al-Wakrah. Han representerar även Iraks landslag, som han spelat över 100 matcher för.
Tidigare har Rehema spelat för bland annat al-Talaba, al-Quwa al-Jawiya och Arbil.

## Meriter
al-Talaba
- Irakiska Premier League: 2002
- Irakiska FA cupen: 2002, 2003

al-Quwa al-Jawiya
- Irakiska Premier League: 2005

Arbil
- Irakiska Premier League: 2007

Irak
- Asiatiska spelen
  - Silver: 2006
- Asiatiska mästerskapet
  - Guld: 2007
- Gulf Cup
  - Silver: 2013